# Музей начального профессионального образования Вологодской области
Музей начального профессионального образования Вологодской области — вологодский филиал Музея профессионального образования Российской Федерации, расположенный в здании ГОУ ДОД «Центр дополнительного образования детей» по адресу: улица Чернышевского, 73.

## История
2 октября 1940 года был принят Указ Президиума Верховного Совета СССР «О Государственных Трудовых Резервах». Этот день вошел в историю как день рождения государственной системы профтехобразования. К этой дате в 1978 году и было приурочено открытие Общественного музея истории профтехобразования. Инициатором его создания выступил начальник областного управления профтехобразования Николай Николаевич Бурак. Музей располагался в здании бывшей ремесленной школы купца второй гильдии Д.С. Пермякова, основанной в 1912 году.
Первым директором музея с 1978 года по 1985 год был Иван Александрович Микеров. При нём были созданы основные фонды. Следующим руководителем стала И.А. Косульникова. Сейчас музей возглавляет Людмила Шилова.
В 2005 году музей был полностью перестроен. Изменилась и его концепция. Музей стал центром военно-патриотического, трудового, нравственного, эстетического и художественного воспитания подрастающего поколения. Новый облик музея разработал и реализовал член Союза художников России заслуженный художник Российской Федерации Олег Васильевич Пахомов.

## Экспозиция
В фондах музея собрано более 4500 единиц хранения. Среди уникальных экспонатов сверлильный станок с ремённой передачей 1905 года выпуска, токарный станок 1940 года и настоящие кузнечные меха. Постоянная экспозиция из более чем 300 предметов развёрнута в помещении площадью 400 м² и включает в себя три основных раздела:
- исторический
- творческий
- мемориальный

Исторический раздел рассказывает о зарождении и становлении системы профессионального образования от ремесленных училищ времён Петра I до системы Государственных трудовых резервов Советского Союза. На музейных стендах размещены исторические фотографии и подлинные документы, инструменты и оборудование XIX — XX веков.
В творческом разделе представлены работы выпускников более чем 40 ПТУ Вологодской области. Это изделия традиционных народных художественных промыслов и действующие модели различной техники.
Мемориальный раздел посвящён памяти заслуженных учителей и мастеров профтехобразования СССР и России. В этом разделе собраны документы и фотоматериалы о знаменитых выпускниках профтехучилищ Вологодской области. Особое место отведено выпускникам — Героям Советского Союза.

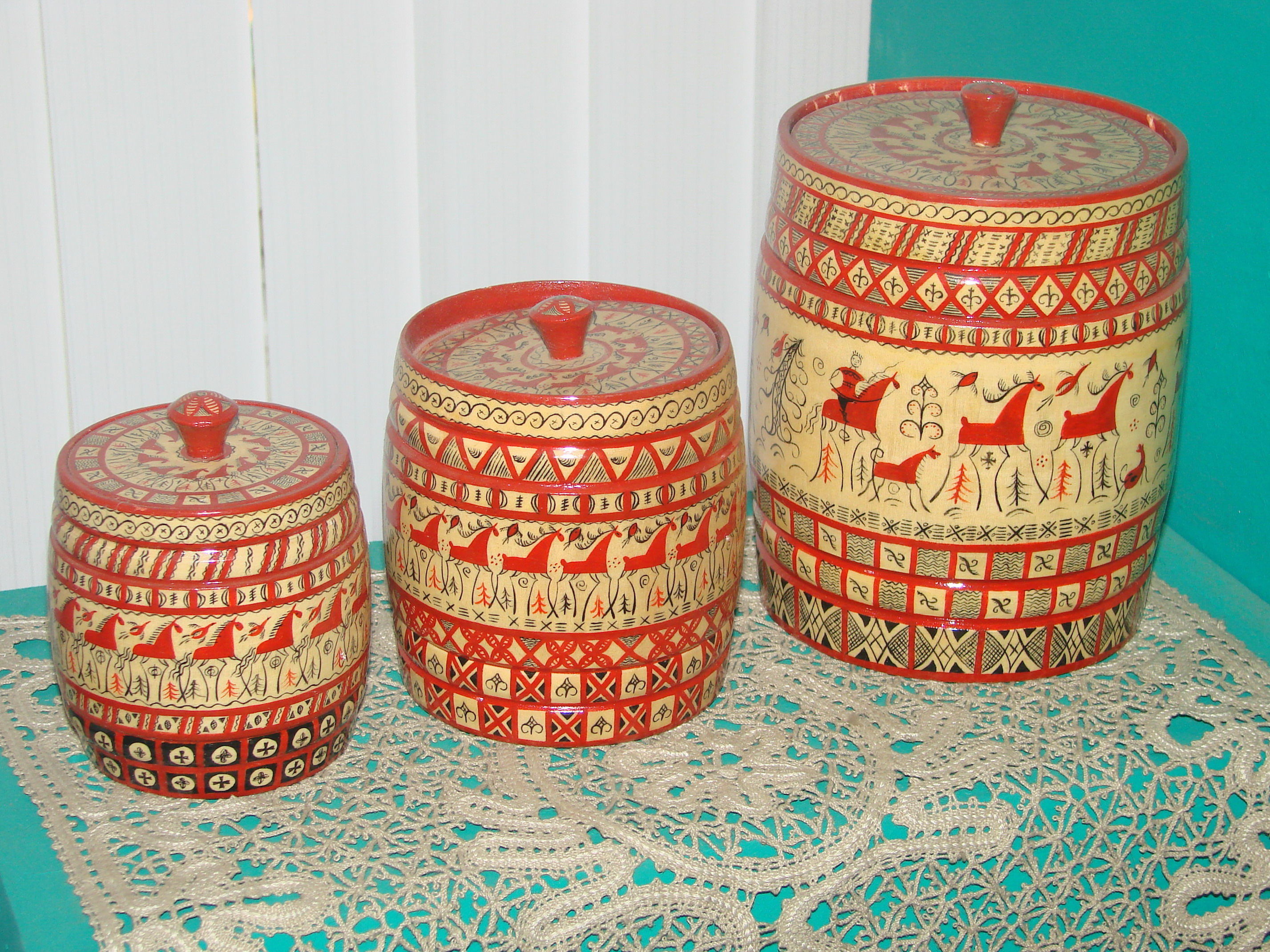
Мезенская роспись
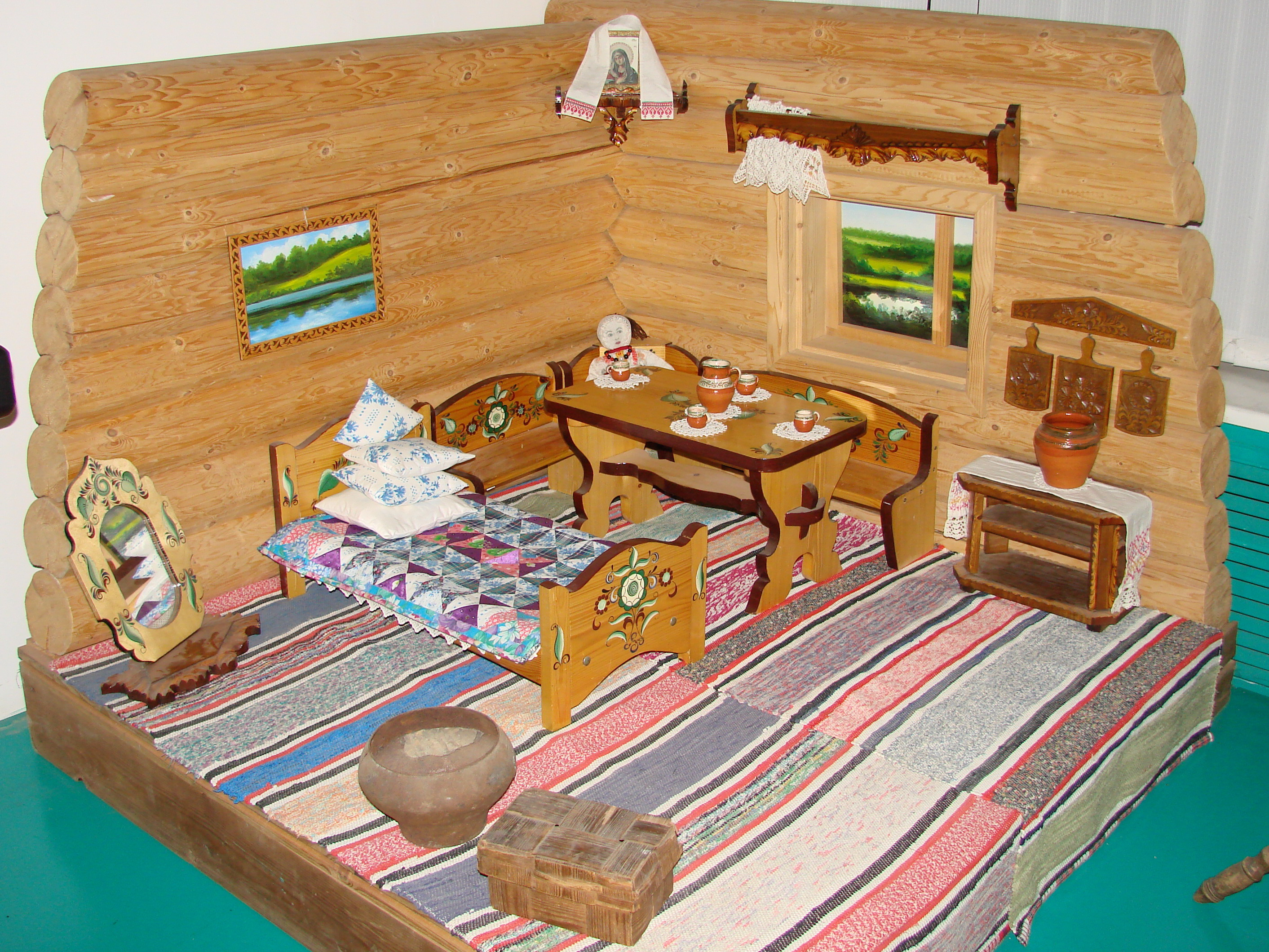
Деревенский уголок
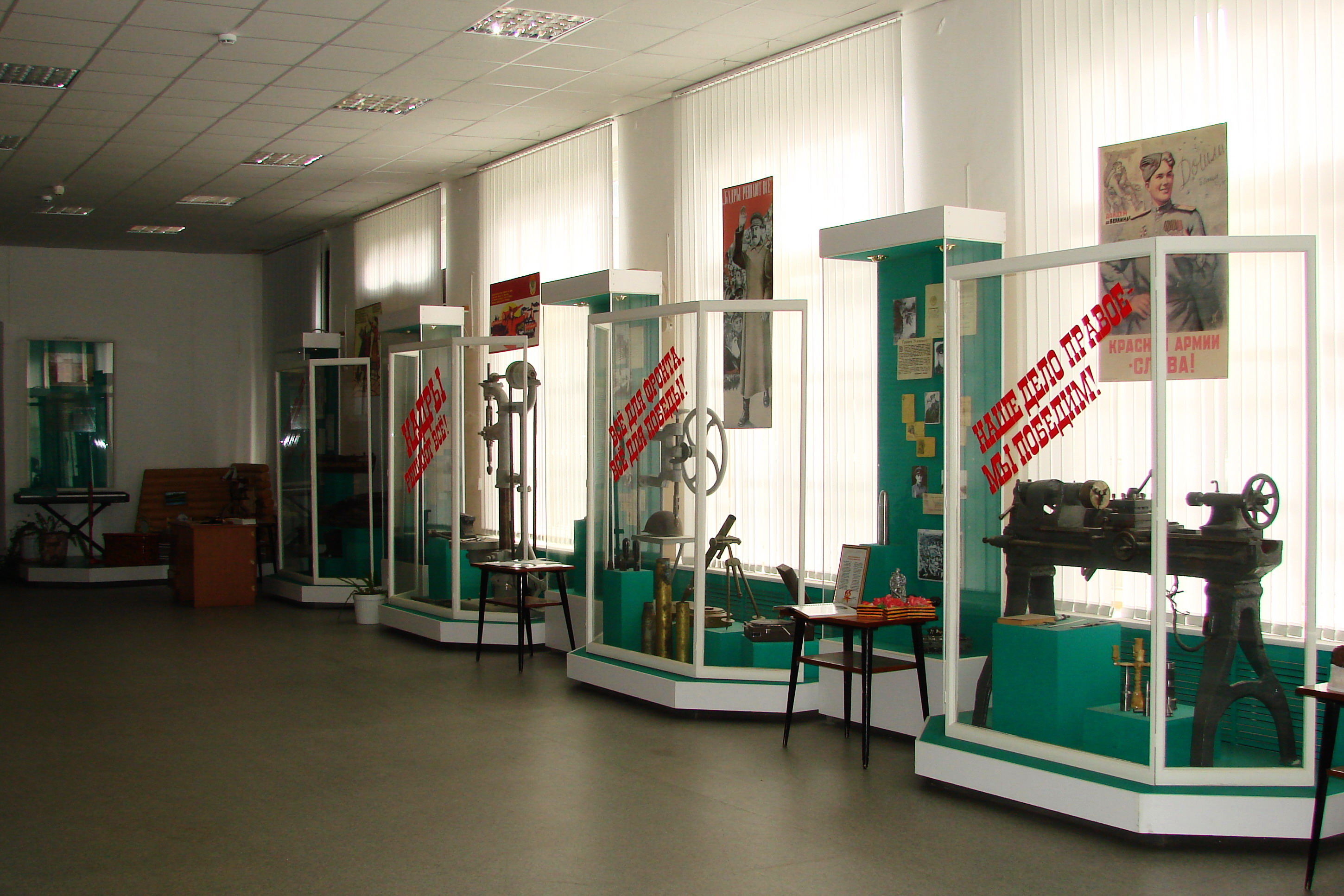
Часть экспозиции

## Достижения
Министерством образования РФ Вологодский музей профтехобразования признан одним из лучших на Северо-Западе и рекомендован как методический центр для общественных музеев, созданных в профессиональных училищах и лицеях Вологодской области.
За организацию и проведение музейных уроков, тематических олимпиад, историко-краеведческих мероприятий музей неоднократно отмечался грамотами и благодарственными письмами от комитета по делам молодежи РФ, губернатора области, городской думы и ветеранских организаций.